# Frank Simes
Frank Turner Simes (* 7. března 1956 Tokio) je hudebník, kytarista, skladatel a hudební producent. Spolupracoval s umělci jako jsou Roger Daltrey, The Who, Mick Jagger, Don Henley nebo Stevie Nicks.

## Skladby
- „Pink Christmas“, Pink Christmas, Victor – 2007 (11/07)
- „Battlefield“, Rebirth, Ann Lewis, Sony Jpn – 2006
- „Truth or Lies“, Rebirth, Ann Lewis, Sony Jpn– 2006
- „Garasu no Tenshi“ [„The Prince of Glass“], Rebirth, Ann Lewis, Sony Jpn– 2006
- „Helpless Abuse“, Me, Myself, Ann I, Ann Lewis, Mitsubishi – 2004
- „Loneliness“, Me, Myself, Ann I, Ann Lewis, Mitsubishi – 2004
- „Jinsei Wa Jeopardy“ [„Life is Jeopardy“], Me, Myself, and I, Ann Lewis, Mitsubishi – 2004
- „Sakura and Rose“ [„Cherry Blossom and Rose“], Girls' Night Out, Ann Lewis, Sony Jpn – 2002
- „Genshi-Bakudan“ [„Atom Bomb“], Girls' Night Out, Ann Lewis, Sony Jpn – 2002
- „Girls' Night Out“, Girls' Night Out, Ann Lewis, Sony Jpn – 2002
- „Workin' It“, Inside Job, Warner Bros. – spoluautor s Donem Henleym – 2000
- „Goodbye to a River“, Inside Job, Warner Bros. – spoluautor s Donem Henleym – 2000
- „Opus 5 in B minor“ – London Philharmonic Orchestra – 1999
- „Snacks“, SoloSolo, Epic – Puffy
- „I Imagined You“, Surreal McCoys, Sony Jpn – 1997
- „A Thousand Miles Away“, Surreal McCoys, Sony – 1997
- „So Disappointed“, Surreal McCoys, Sony – 1997
- „The One that Got Away“, Surreal McCoys, Sony – 1997
- „Trip of No Return“, Surreal McCoys, Sony – 1997
- „What Kind of Life“, Surreal McCoys, Sony – 1997
- „No One“, Surreal McCoys, Sony – 1997
- „Life's a Rocket“, Surreal McCoys, Sony – 1997
- „Don't Be Late“, Surreal McCoys, Sony – 1997
- „The One Sure Thing on Mars“, Surreal McCoys, Sony – 1997
- „Everybody's Got the Monkey“, David Lee Roth, Warner Bros. – 1995
- „Young Man“, Slave to the Thrill, Hurricane, Enigma – 1988
- „Slave to the Thrill“, Slave to the Thrill, Hurricane, Enigma – 1988
- „Get Your Hooks Off Me“, The Whizz Kidds, LA Freeway, Compilation – 1979
- „Sweet Honey“, The Whizz Kidds, A&M/Highland – 1977

## Nahrávky
- The Best of the British – Engelbert Humperdinck
- Sylvie Vertan, Sylvie Vertan
- Wandering Spirit – Mick Jagger, Atlantic
- As Time Goes By, the Great American Songbook, Volume II – Rod Stewart, Jay Records
- Girls In Black – Don Felder, Rocket Science
- Don't Rock The Boat – Don Henley, soundtrack Leap of Faith
- Come Rain Come Shine – Don Henley, Warner Bros.
- It's Not Easy Being Green – Don Henley, BMG
- Some Enchanted Evening – Art Garfunkel
- Cruel Obsession – David Lee Roth, Atlantic
- Tell Me The Truth – Timothy B. Schmit, MCA
- Pink Christmas – Ann Lewis, Victor
- Bleu – Ann Lewis, Victor
- Boys Get Ready – Ann Lewis, Victor
- The Conqueror – Ann Lewis, Victor
- Girls Night Out – Ann Lewis, Victor
- Last Action Hero – Michael Kaman's Score
- SoloSolo – Puffy, Epic/Sony

## DVD a film
- Inside Job – Don Henley
- The How – Roger Daltrey
- Amazing Journey: The Story of The Who – rozhovor v dokumentu
- VH1 Storytellers – různí umělci

## Televizní vystoupení
- The Ellen DeGeneres Show – s Rogerem Daltreym
- The Tonight Show with Jay Leno – s Donem Henleym
- The Conan O'Brien Show – s Donem Henleym
- Taking You Home – hudební video s Donem Henleym
- MTV Unplugged Stevie Nicks
- Storytellers, Stevie Nicks
- Saturday Night Live s Mickem Jaggerem
- Saturday Night Live s Donem Henleym (1989)
- Saturday Night Live s Donem Henleym (2000)
- Last Worthless Evening – hudební video s Donem Henleym
- Don't Tear Me Up hudební video s Mickem Jaggerem
- Live In New York s Mickem Jaggerem
- Late Night with David Letterman s Donem Henleym
- MTV Unplugged s Donem Henleym
- Stoytellers s Donem Henleym
- MTV Awards Presentation s Donem Henleym
- Rosie O'Donnell se Steviem Nicksem
- Solid Gold s Marthou Davis
- The Arsenio Hall Show s Peterem Ceterou
- Top Of The Pops s Marthou Davis

## Skladatelské zásluhy pro televizi a film
Simes složil přes 1200 hudebních děl. Ta se objevila v následujících televizních pořadech a filmech:
- The Sopranos, HBO
- Přátelé, NBC
- Sex ve městě, HBO
- 20/20, ABC
- Jsem do tebe blázen, NBC
- Drew Carey Show, ABC
- King Of The Hill, FOX
- Entertainment Tonight, Syndicated
- Nightline, ABC
- General Hospital, ABC
- One Life To Live, ABC
- Nash Bridges, CBS
- World News Now, ABC
- Primetime Live, ABC
- Jerry Springer, Syndicated
- Roseanne, ABC
- Hudson Street, ABC
- Beach Patrol, Local
- Hangin' With You, ABC
- Krok za krokem, ABC
- Maury Povich, NBC
- Wheel Of Fortune, Syndicated
- Good Morning America, ABC
- Saturday World News, ABC
- Extra, Syndicated
- Reboot, ABC
- Bugs Bunny and Tweetie Bird, ABC
- Buffy, přemožitelka upírů, UPN
- Saved By The Bell, NBC
- TV's Funniest Families, NBC
- Mike And Maty, ABC
- Bad As I Wanna Be: The Dennis Rodman Story, USA
- Gordon Elliott Show, Syndicated
- Game Warden Wildlife Journal, DSC
- Martha Stewart Living, TLC
- Ripley's Believe It Or Not, TBS
- Professional Bowling, ABC
- What-A-Mess, ABC
- Rebecca's Garden, Local
- Caryl & Marilyn: Real Friends, ABC
- In Search Of History, A&E
- The Ricki Lake Show, Syndicated
- Bump In The Night, ABC
- In Person With Ma, NBC
- Fresh Prince, NBC
- Jenny Jones
- Living Better With Carrie Wait
- Thursday Night Movie, ABC
- Good Morning America, ABC
- Shipmates
- Worst Witch
- Young Comedians
- The Tracey Ullman Show
- Rock 'n Roll High
- Paula Poundstone
- Extreme Comedy, ABC
- Winnie The Pooh, ABC
- Pee Wee Herman, NBC
- Ed, ABC
- Golf, The Memorial, ABC
- Speedway Survival
- Sniper School
- Name Your Adventure, NBC
- George Carlin, Promo